# 三和企業
三和企業株式会社（さんわきぎょう）は、山口県宇部市に本社を置く総合建設業。建設業・自動車教習所の他、介護事業、中古車販売、コンクリート製品販売、不動産賃貸業など幅広い事業を展開している。

## 沿革
- 昭和26年11月8日 有限会社三和建設工業所　設立
- 昭和38年11月8日 三和建設企業株式会社　組織変更 県公安委員会指定西日本自動車学校　併設
- 昭和41年12月1日 新開コンクリート工業所　併設
- 昭和47年10月1日 三和企業株式会社　社名変更
- 平成23年11月1日 介護予防特化型デイサービス「早稲田イーライフ宇部」開業
- 平成24年9月26日 西日本技術講習センター　設立
- 平成25年9月2日 介護予防特化型デイサービス「早稲田イーライフ参宮通り」開業
- 平成27年5月1日 早稲田イーライフケアプランセンター開業
- 平成27年11月1日 訪問看護ステーション 早稲田イーライフ開業
- 平成30年9月1日 三和ヒューマンサポート株式会社　設立（旧早稲田イーライフ宇部・参宮通り）
- 平成30年9月1日 三和ライフケア株式会社　設立（旧訪問看護ステーション 早稲田イーライフ）
- 平成30年11月1日 西日本ケアプランセンター設立（旧早稲田イーライフケアプランセンター）
- 平成30年11月1日　西日本デイサービストライ西宇部・いきいき参宮通り　開業
- 平成30年11月1日　西日本訪問看護ステーションエスコート　開業

### 事業所
- 西日本自動車学校
- 西日本技術講習センター（フォークリフト、小型移動式クレーン、玉掛け、高所作業者技能講習）
- 新開コンクリート工業所
- 建設事業部
- カーショップ三和（中古車販売）
- 不動産部（マンスリーウィークリーアパート賃貸）
- 介護事業部（西日本デイサービス）
- 訪問看護事業部（西日本訪問看護ステーションエスコート）